# Mia Zapata
Mia Katherine Zapata (* 25. August 1965 in Louisville, Kentucky, USA; † 7. Juli 1993 in Seattle, Washington) war eine amerikanische Musikerin. Sie war vor allem als Leadsängerin der Punkband The Gits aus Seattle bekannt und blieb auch durch ihren gewaltsamen Tod im Alter von 27 Jahren in Erinnerung.

## Leben
Zapata wurde in Louisville, Kentucky geboren und wuchs dort auf. Sie ging dort auf die High School an der Presentation Academy. Mit neun Jahren lernte sie bereits Gitarre und Klavier spielen. Mia ließ sich dabei von Punkrock- sowie auch von Jazz-, Blues, und R&B-Sängern wie Bessie Smith, Jimmy Reed, Ray Charles, Hank Williams und Sam Cooke beeinflussen.
Im Jahre 1984 schrieb sie sich am Antioch College in Yellow Springs, Ohio als Studentin der freien Künste ein. Die Punkrockband The Gits gründete Zapata gemeinsam mit drei Freunden im September 1986. 1989 zog die Band dann nach Seattle, Washington.
Zapata fand einen Job in einer lokalen Bar, und die Band beschloss, gemeinsam in ein verlassenes Haus zu ziehen, welches sie „The Rathouse“ nannten.
Von 1990 bis 1991 veröffentlichten sie eine Reihe von Singles bei verschiedenen unabhängigen Plattenfirmen, die eine Menge positive Resonanz erhielten. The Gits machten sich in der Musikszene schnell einen Namen und spielten dadurch oft Shows mit der Band ihrer Freunde.

## Tod
Nachdem Zapata in der aufkommenden Grunge-Szene Anerkennung gefunden hatte, wurde sie am 7. Juli 1993 auf dem Heimweg vor einem Musiklokal vergewaltigt und erwürgt. Das Verbrechen wurde erst 2003 aufgeklärt, als ihr Mörder Jesus Mezquia († 2021) aufgrund eines DNA-Tests gefasst und anschließend zu 37 Jahren Gefängnis verurteilt wurde.
Durch ihren Tod im Alter von 27 Jahren wird Mia Zapata gelegentlich zum Klub 27 gezählt. Sie war das erste von drei Todesopfern dieses Alters aus der Musikszene in Seattle innerhalb von weniger als einem Jahr – gefolgt von Kurt Cobain und Kristen Pfaff.
Die bis 2010 bestehende Selbstverteidigungsgruppe Home Alive wurde zu Zapatas Gedenken gegründet.